# FreaQshow
Die FreaQshow (offiziell: Freaqshow - The Twisted New Year's Celebration) war eine von 2012 bis 2017 jährlich stattfindende Neujahrsveranstaltung des niederländischen Musikveranstalters Q-Dance. Die Veranstaltung ist der Nachfolger des Qountdown und fand jedes Jahr am 31. Dezember im Ziggo Dome in Amsterdam statt. Nach der letzten Ausgabe im Jahr 2017 wurde für 2018 ein neues Projekt angekündigt, welches am 29. September 2018 durch den Namen WOW WOW von Q-Dance bestätigt worden ist. Auf der Veranstaltung wurde Hardstyle und Hardcore aufgelegt.

## Geschichte
Nachdem zu Silvester 2011/12 Qountdown zum letzten Mal stattfand, rief man im darauffolgenden Jahr die Freaqshow ins Leben. Während der Dresscode beim Qountdown eher galant war, kommentierte Q-Dance die Frage nach dem Dresscode zur Freaqshow wie folgt:

“It's time to bring out your inner freaq! On December 31st we want to see your craziest and most unique outfit. It can never be too freaky enough, so don't hold back! While the dress code isn't required, we strongly encourage it, as it will only add to the fun.”

Aus diesem Grund erinnern die Kostüme mancher Besucher teils an Halloween-Verkleidungen.
|  |  |  |  |  |
|  |  |  |  |  |

## Line-Ups
Noisecontrollers

Brennan Heart

Frontliner

Audiofreq

Alpha2

Prankster

E-force

Crypsis

Radical Redemption

The Viper

Deepack

Luna

Bass Modulators

Atmozfears

Kasparov

Tommyknocker

Darkraver

Hosted by: Villain & Jeff
Headhunterz

Coone

Bass Modulators

Crypsis

Mental Theo & The Prophet

DJ Stephanie

Isaac

Geck-E vs. Geck-O

Audiofreq (live)

Hosted by: Villain
Adaro

Anime

D-Block & S-Te-Fan

Da Tweekaz

Donnie Darko

Dr. Rude

Max Enforcer

Frequencerz presents The Freq Show

Frontliner

Psyko Punkz

Dark Pact

Deetox

Pandorum

Phrantic

Synthax

Hosted by: Villain & Axys
Audiotricz

B-Front

Bass Modulators

Cyber

Dr Phunk

Frontliner

Luna

Noisecontrollers

Radical Redemption

The Viper

Wildstylez

Advanced Dealer

Bass Chaserz

Energyzed

Geck-o

Sub Zero Project

Hosted by: Villain & Dash
Rebourne

The Prophet

Andy Svge

Code Black

Bass Modulators

Cyber

Zatox

Brennan Heart

Deetox

Frequencerz

Warface

Galactixx

JNXD

Demi Kanon

Tartaros

Main Concern

Jason Payne

Entropy

Aeros

Blackburn

Lip DJ

Alphaverb

The Vision

Project Exile

Hosted by: Villain & Livid & Democian
Ransom

Sound Rush

Audiotricz

Brennan Heart

Zatox

Adrenalize

(Headhunterz)

Ran-D (live)

B-Front

E-Force

D-Fence

Galactixx

Demi Kanon

Rät N FrikK

Keltek

MYST

Unresolved

Hosted by: Villain & Tellem

## Hymnen
Wie die meisten anderen Veranstaltungen hat auch die Freaqshow eine eigene Hymne.
2012: Brennan Heart - Freaqshow Anthem

2013: Bass Modulators - Freaqs by Night

2014: Da Tweekaz - Celebration Of Sin

2015: Audiotricz - VIII

2016: Cyber - Freak Out

2017: Zatox - Rest In Peace

## Hardstyle Top 10
Jedes Jahr wurden kurz vor Mitternacht die 10 besten Hardstyle Lieder des Jahres präsentiert. Ermittelt wurden diese mithilfe einer Online-Umfrage des Veranstalters Q-Dance. An dieser Umfrage durfte  jeder teilnehmen.
10. Frequencerz - Bitch

9.  Headhunterz & Wildstylez vs Noisecontrollers - World of Madness (Defqon.1 2012 Anthem)

8.  Gunz for Hire - Kings of The Underground

7.  Noisecontrollers - So High

6.  Headhunterz ft. Malukah - Reignite

5.  Wildstylez - Timeless

4.  Brennan Heart & Wildstylez - Lose My Mind

3.  Gunz for Hire - Bolivia

2.  Headhunterz - Power of Music

1.  Frontliner - Symbols

10.  Wild Motherfuckers - Wild Wild West

9. Jack Overdose -  Octavius Augustus (Zany remix)

8. Chain Reaction - The Record Breaking

7. Brennan Heart - F.I.F.O

6. Crypsis - Break Down Low

5. Frontliner - Weekend Warriors (Defqon.1 2013 Anthem)

4. Frequencerz - Rockstar

3. Gunz For Hire - Sorrow

2. Chain Reaction - Answers (Adaro remix)

1. Brennan Heart -Imaginary

10. Ran-D ft. E-Life – The Hunt (Intents 2014 Anthem)

9. Coone – Survival of the Fittest (Defqon.1 2014 Anthem)

8. E-Force & Frequencerz – Men of Steel

7. Warface – FTP

6. Frontliner & Radical Redemption – Frontliner & Radical Redemption

5. Frontliner – TBA 2 (One More Time)

4. Outbreak – #Bassface

3. B-Front & Frequencerz – Psycho

2. Noisecontrollers – Down Down

1. E-Force – Seven

10. Bass Modulators – Oxygen

9. Gunz For Hire - May God Be With You All

8. Frequencerz & Titan - Getting Off

7. Brennan Heart & Wildstylez - Lies or Truth

6. Radical Redemption  - Brutal 5.0

5. Frequencerz & Tartaros ft. MC Jeff – Wolfpack

4. Ran-D featuring Skits Vicious  - No Guts No Glory (Defqon.1 Anthem 2015) 

3. Atmozfears ft. David Spekter – Release

2. Adaro ft. Danny Scandal - For The Street (Regain Remix)

1. Noisecontrollers & Bass Modulators  - Solar

10.  Bass Modulators - Dragonblood (Defqon.1 Anthem 2016)

9.     Gunz For Hire - No Mercy

8.     Audiotricz & Atmozfears - What About Us

7.     B-Front & Alpha² ft. Snowflake – Lost

6.     Atmozfears ft. David Spekter - Keep Me Awake

5.     Coone - Rise Of The Celestials (Qlimax Anthem 2016)

4.     Warface & Frequencerz - Menace (D-Sturb Remix)

3.     Frequencerz & E-Force - Gods

2.     Frequencerz - Die Hards Only (Q-BASE Anthem 2016)

1.     ANDY SVGE - Gravity

10. Wildstylez – Temple Of Light (Qlimax Anthem 2017)

9. Noisecontrollers – Spirit of Hardstyle

8. Sub Zero Project – The Project

7. Radical Redemption – America

6. Phuture Noize – Fire

5. B-Front & Phuture Noize – The Paradox

4. Project One – Luminosity

3. Frequencerz & Bass Chaserz – Renegades

2. Ran-D – Zombie

1. Headhunterz – Destiny